# Youb
Youb là một đô thị thuộc tỉnh Saïda, Algérie. Dân số thời điểm năm 2002 là 15.314 người.